# Back to the Pilot
Back to the Pilot, conocido como Road to Pilot antes de su emisión, (Vuelta al piloto en España y Volver al piloto en Hispanoamérica) es el quinto episodio de la décima temporada de la serie cómica de animación Padre de familia. El episodio se emitió originalmente en Fox en los Estados Unidos el 13 de noviembre de 2011. En "Back to the Pilot", dos de los personajes principales, el bebé Stewie y el perro antropomorfo Brian, ambos con la voz en la versión original del creador de la serie Seth MacFarlane, usan una máquina del tiempo para viajar hacia el primer episodio de la serie, "Death Has a Shadow". Los inconvenientes sobrevienen cuando Brian le informa a su yo del pasado sobre los Atentados del 11 de septiembre de 2001, cosa que produce un cambio radical en el presente que termina derivando en una segunda Guerra de Secesión americana. Ambos deciden entonces que deben volver al pasado en primer lugar, pero pronto se encuentran con que les será más difícil de lo que pensaban.
El episodio fue escrito por Mark Hentemann y dirigido por Dominic Bianchi. Recibió buenas críticas por su historia y referencias culturales, así como diversas críticas por hacer humor con lo sucedido en los atentados. De acuerdo a las audiencias Nielsen, fue visto en 6,01 millones de hogares en su primera emisión. El episodio incluye actuaciones estelares de Lacey Chabert, Chris Cox, Ralph Garman, Christine Lakin, Phil LaMarr y Fred Tatasciore, así como diversos actores de voz recurrentes en la serie. El episodio iba a ser originalmente el séptimo de la serie Road to..., pero en un cambio de última hora, volvieron a meter el título original: Back to the Pilot.

## Argumento
Cuando Brian pide ayuda a Stewie para encontrar una pelota de tenis que ha enterrado, Stewie le pregunta si recuerda la fecha en la que lo hizo. Brian le dice que la enterró el 31 de enero de 1999 (el mismo día en el que se emitió el primer episodio de Padre de familia por primera vez). Usando la máquina del tiempo de Stewie para viajar a esa fecha, ambos localizan a su familia, pero se dan cuenta de que su pasado es más extraño de lo que recuerdan: la familia hace pausas de forma continua para introducir los flashbacks y la voz de Meg suena diferente. Stewie comenta que "Suena como alguien que va a dejar pasar una gran oportunidad" (Lacey Chabert dejó de doblar a Meg tras la primera temporada). Stewie le cuenta a Brian que no debe alterar el pasado al coger la pelota y que es mejor que memorize su localización para desenterrarla en el presente, Stewie se dirige entonces a su habitación para preparar el viaje al presente antes de que el Stewie del pasado aparezca. Entonces ambos se encuentran, y Stewie le cuenta a Brian que salga de su escondite ya que se lo ha contado todo al Stewie del pasado. Sin embargo, Brian se ocultó agarrándose al alféizar de la ventana, y termina cayendo encima del coche de Peter que se dirige a una fiesta de despedida de soltero en la casa del Quagmire del pasado. Stewie consigue encontrar a Brian y ambos intentan regresar al presente, pero las pilas de la máquina están casi gastadas y por ello solo consiguen avanzar un mínimo en el tiempo (Stewie reconstruyó la máquina para que usara pilas en lugar de uranio tras su paso por Alemania). Posteriormente, ambos aprovechan el dinero que el Peter del pasado tira desde un zepelín en mitad de un partido de la Super Bowl para comprar nuevas pilas,pero cuando el zepelín en el que los Peter y Brian del pasado fue disparado,se dirigían hacia los Brian y Stewie del presente y usan la máquina para viajar en el tiempo y evitar el zepelín,ellos viajan al día en el que peter entró a juicio por su fraude contra la beneficencia,allí se encuentran al tipo de Kool Aid,alteran la línea del tiempo distrayéndolo para que haga su entrada tarde,y como lo hizo en otro momento, sucedió una alteración el la que el tropezase y se cayese.
Finalmente, ambos utilizan el dinero para comprar pilas nuevas y regresan al presente, pero se revela que Brian informó a su yo pasado sobre los Atentados del 11 de septiembre de 2001 antes de que ocurrieran, cosa que permite a este evitar que ocurrieran y alterar por tanto el pasado, a pesar de la frustración de Stewie. En el informativo local, Brian es tratado como un héroe, pero también se informa que el anterior presidente George W. Bush (quien perdió las elecciones de 2004) regresó a Texas y reunificó la confederación, junto con otros ocho estados del sur de Estados Unidos, lo que resulta en una segunda Guerra de Secesión americana. Brian insiste en que las cosas seguirán yendo mejor a pesar de todo, pero cuando viajan cinco años al futuro se encuentran con un futuro postapocalíptico generado por ordenador (Stewie comenta que el presupuesto de animación sufrió recortes debido a los costes de la guerra) causado por ataques nucleares por todo Estados Unidos. También se muestra que Cleveland ha vuelto a Quahog, Joe es un policía cyborg, y Quagmire una rana mutante que es reventada por Joe. Tras admitir su equivocación, Brian pregunta cómo puede resolver la situación.
Entonces ambos deciden contar al Brian del pasado la historia de los ataques. Tras volver al presente, Stewie se entera de que Brian ha plagiado la serie Harry Potter en lugar de informar sobre los atentados. Viendo que Brian no hace caso de las advertencias de Stewie, ambos deciden volver otra vez al pasado para evitar hacer saber algo sobre eventos futuros. Esto causa la aparición de decenas de Stewies y Brians (dos de ellos acompañados de Peter y otros con defectos temporales, e incluso un Brian muerto) que aparecen para prevenirse a ellos mismos que cuenten el futuro. Viendo el alboroto que se ha generado, un Stewie (el que llegó primero al pasado para contarse a él y Brian lo ocurrido) organiza una votación para decidir quién está a favor de permitir los atentados y quién no. Tras la victoria del "sí", dicho Stewie ordena a sus clones del pasado a volver a su tiempo, cosa que él también hace. Para asegurarse, los Stewie y Brian originales regresan al momento anterior a su primer viaje en el tiempo, y obligan a sus yo del pasado a volver a su época disparando a Brian con una pistola en la rodilla. Con esto, las líneas temporales y sus personajes dejan de existir y todo vuelve a la normalidad. Ya en casa, el Brian original (con un vendaje en la rodilla) y Stewie meditan sobre lo ocurrido, sin saber lo que podría haber ocurrido si hubieran afectado al pasado pero contentos de estar en su tiempo sin que nada haya sucedido, pero Peter llega entonces con sus amigos de la fiesta de 1999.